# Idioma lituano
El idioma lituano (autoglotónimo: lietuvių kalba) es una lengua de la rama báltica de la familia de lenguas indoeuropeas. Tiene unos cuatro millones de hablantes, principalmente en Lituania.
En la literatura báltica antigua a veces se denomina lituano a todas las lenguas bálticas en general.

## Aspectos históricos, sociales y culturales

### Distribución geográfica
El lituano se habla principalmente en Lituania. No obstante, existen minorías de lituanohablantes en Alemania, Argentina, Australia, Armenia, Bielorrusia, Brasil, Canadá, Chile, Colombia, México, Moldavia, Estados Unidos, España, Estonia, Georgia, Kazajistán, Kirguistán, Letonia, Polonia, Reino Unido, Rumania, Rusia, Suecia, Tayikistán, Turkmenistán, Uruguay, Uzbekistán y Venezuela.
Alrededor del 80 % de los habitantes de Lituania (2,8 millones de personas según el censo de 2021) habla lituano. En total unos 4 millones de personas en todo el mundo hablan el idioma.

### Estatus oficial
El lituano es la lengua oficial de Lituania y uno de los idiomas oficiales de la Unión Europea. En el pueblo de Puńsk (Polonia) es cooficial junto al polaco.

### Dialectos

Dialectos del lituano: las variedades de samogitiano están en amarillo, rojo y marrón; las variedades de aukštaitiano están en verde, azul y púrpura

El idioma lituano tiene dos dialectos principales: el alto lituano (Aukštaičių), en cuya variante occidental se basa el lituano estándar; y el samogitiano (bajo lituano, Žemaičių/Žemaitių). Entre ambos hay escasa inteligibilidad mutua.
 Aquí se puede ver un mapa de la distribución geográfica de ambos dialectos.

### Historia

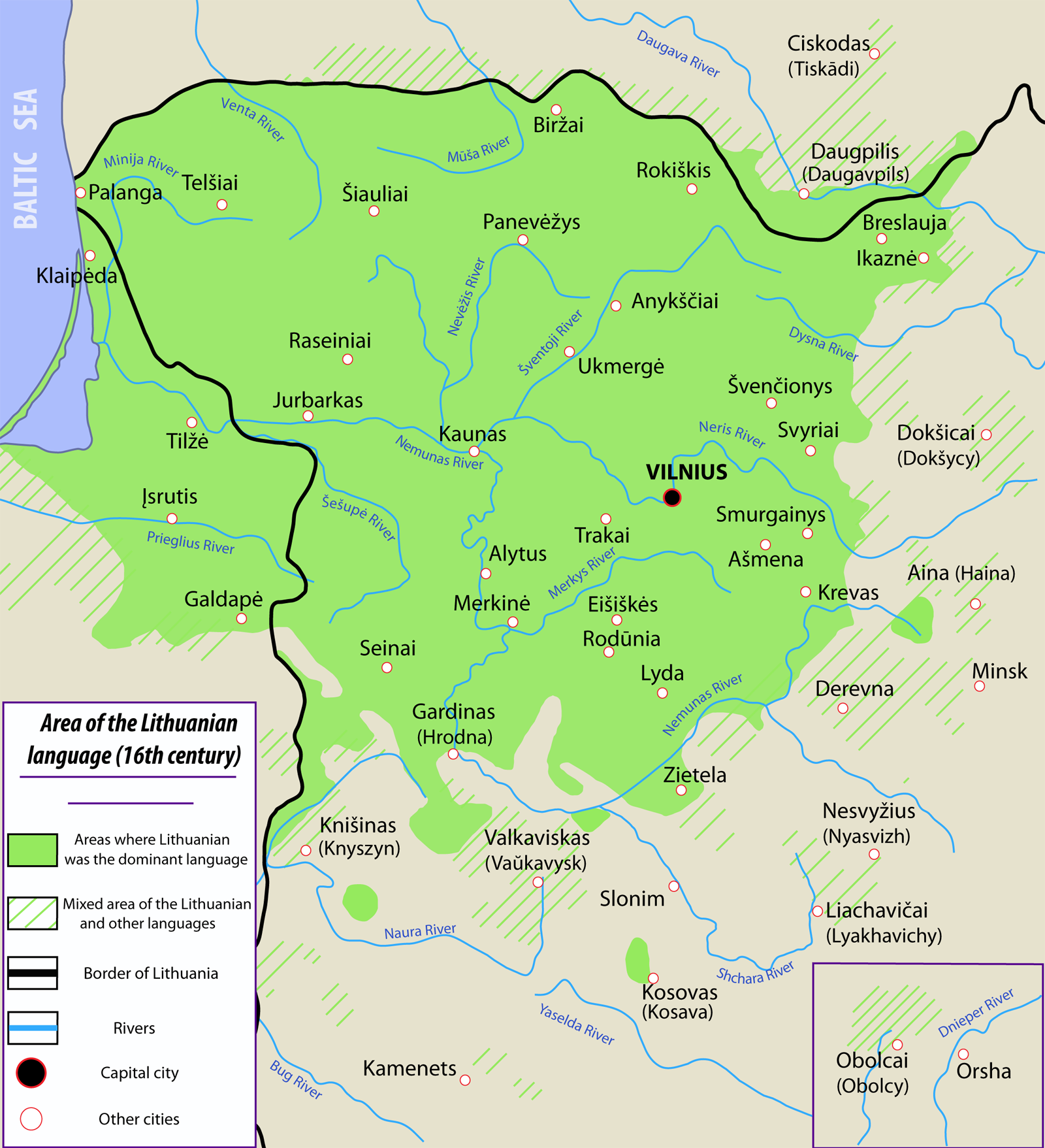
Extensión aproximada del idioma lituano en el

El lituano es una lengua «conservadora» en varios aspectos. Por ejemplo, tiene un sistema fonológico relativamente parecido al reconstruido del idioma protoindoeuropeo común y retiene un buen número de sus particularidades morfológicas. Por ello, es una lengua de gran ayuda para el estudio lingüístico, a pesar de que los documentos lituanos más antiguos se remonten al siglo xvi.
Por otro lado, se estima que la subfamilia báltica ha existido de un modo separado del resto de las lenguas indoeuropeas desde el siglo x a. C. al menos, siendo el prusiano antiguo la lengua más tempranamente documentada. Mientras que es notable que haya conservado algunas características ancestrales, el modo concreto en que las lenguas bálticas se han desarrollado a partir del indoeuropeo no es del todo conocido. Las lenguas bálticas orientales se separaron de las occidentales (o quizá del idioma protobáltico) entre los años 400 y 600 d. C. La diferenciación entre el letón y el lituano comenzó en el año 800, tras un largo periodo de ser diferentes dialectos de un mismo idioma. Como mínimo, han existido dialectos de transición entre ambos idiomas hasta los siglos xiv y xv, y quizá como muy tarde hasta el siglo xvii. Asimismo, la ocupación de los siglos xiii y xiv de la cuenca occidental del Daugava (casi coincidente con la actual Letonia) por los Hermanos de las milicias de Cristo alemanes tuvo una influencia decisiva en el desarrollo individual de estos idiomas.
El texto más antiguo conocido escrito en lituano es la traducción de un himno de 1545. Existen libros impresos en lituano desde 1547, pero el nivel de alfabetización de los lituanos fue muy bajo hasta el siglo xviii y no había libros a disposición del público. En 1864, siguiendo el levantamiento de Enero, Mijaíl Muraviov, gobernador general del Imperio ruso en Lituania, impuso una prohibición general al uso del alfabeto latino y de la educación e impresión en lituano. Los libros en alfabeto latino continuaron imprimiéndose tras la frontera en Prusia Oriental y los Estados Unidos. Eran pasados de contrabando al país a pesar de las duras penas de cárcel, contribuyendo así al sentimiento nacionalista que llevaría al levantamiento de la prohibición en 1904.
El lituano ha sido el idioma oficial de Lituania desde 1918. Durante el periodo soviético (véase Historia de Lituania) fue usado además del ruso, el cual prevaleció en la República Socialista Soviética de Lituania como idioma oficial de toda la Unión Soviética.

## Descripción lingüística

### Clasificación
El lituano es uno de los dos idiomas bálticos aún vivos (junto con el letón). Las lenguas bálticas forman su propia rama dentro de las lenguas indoeuropeas.

### Fonología
El inventario consonántico del lituano se resume en el siguiente cuadro:
|              |              | Labiales | Dentales / Alveo- dentales | Alveolares | Post-Alv./ Palatal | Velares |
| ------------ | ------------ | -------- | -------------------------- | ---------- | ------------------ | ------- |
| Oclusivas    | sordas       | p        | t                          |            |                    | k       |
| Oclusivas    | sonoras      | b        | d                          |            |                    | g       |
| Fricativas   | sordas       | f        | s                          |            | ʃ                  | x       |
| Fricativas   | sonoras      |          | z                          |            | ʒ                  | ɣ       |
| Africadas    | sonoras      |          | ʣ                          |            | ʤ                  |         |
| Africadas    | sordas       |          | ʦ                          |            | ʧ                  |         |
| Nasales      | Nasales      | m        |                            | n          |                    |         |
| Líquidas     | laterales    |          |                            | l          |                    |         |
| Líquidas     | vibrantes    |          |                            | r          |                    |         |
| Aproximantes | Aproximantes | ʋ        |                            |            | j                  |         |
Todas las consonantes salvo la /j/ tienen dos formas, la palatalizada y la no palatalizada.
Hay dos maneras de describir el sistema vocálico lituano. El modelo tradicional tiene seis vocales largas y cinco cortas, con la longitud como característica distintiva:
|            | anterior | anterior | central | posterior | posterior |
| larga      | corta    | larga    | central | corta     |           |
| ---------- | -------- | -------- | ------- | --------- | --------- |
| alta       | iː       | i        |         | uː        | u         |
| media      | eː       |          |         | oː        | o         |
| media-baja | ɛː       | ɛ        |         |           |           |
| baja       |          |          | aː      |           | a         |
Sin embargo, más de un investigador sugiere que el rasgo diferenciador puede ser la contraposición de vocal tensa frente a relajada, o al menos tan importante como la longitud. Tal hipótesis da como resultado la siguiente tabla, en donde se ha dejado la distinción entre 'largas' y 'cortas' para que sea análoga con la terminología anterior:
|       | anterior | anterior | posterior | posterior |
| larga | corta    | larga    | corta     |           |
| ----- | -------- | -------- | --------- | --------- |
| alta  | iː       | ɪ        | uː        | ʊ         |
| media | eː       |          | oː        | ɔ         |
| baja  | æ        | ɛ        | aː        | ɑ         |

### Gramática
El lituano es un idioma altamente flexivo, en el que las relaciones entre las partes de la oración y sus funciones en ella se expresan por medio de numerosas flexiones.
Hay dos géneros gramaticales en lituano: el masculino y el femenino. No hay género neutro, aunque existen algunas formas que se derivan de un primitivo género neutro, sobre todo adjetivos atributivos. Posee un acento léxico libre y móvil, y se caracteriza por un acento entonativo.
Tiene cinco declinaciones para los sustantivos y tres para los adjetivos, así como tres conjugaciones verbales. Todos los verbos tienen presente, pasado, pasado iterativo y futuro de indicativo, modo subjuntivo (o condicional) y modo imperativo (ambos sin distinción de tiempos), así como infinitivo. Estas formas, excepto el infinitivo, son conjugativas, con dos personas de singular, dos de plural y una forma de tercera persona común para ambos números. El lituano tiene el sistema de participios más rico de todas las lenguas indoeuropeas, con participios derivados de todos los tiempos con distintas formas activas y pasivas, y varias formas de gerundio. Los sustantivos y otras palabras declinables poseen, al igual que en el letón, siete casos gramaticales: nominativo, genitivo, dativo, acusativo, instrumental, locativo y vocativo. En los textos lituanos más antiguos encontramos tres variedades adicionales del caso locativo: el ilativo, el adesivo y el adlativo. El más común es el ilativo, que aún sobrevive en la lengua estándar en algunas expresiones. Los casos adesivo y adlativo están casi extintos.
La primera gramática prescriptiva de lituano fue escrita en latín por Daniel Klein y publicada en Königsberg en 1653. El primer Compendio de la lengua lituana fue publicado entre 1856 y 1857 por August Schleicher, profesor de la Universidad de Praga.

## Vocabulario
- Los números de uno a veinte en lituano son: 1 vienas, 2 du, 3 trys, 4 keturi, 5 penki, 6 šeši, 7 septyni, 8 aštuoni, 9 devyni, 10 dešimt, 11 vienuolika, 12 dvylika, 13 trylika, 14 keturiolika, 15 penkiolika, 16 šešiolika, 17 septyniolika, 18 aštuoniolika, 19 devyniolika, 20 dvidešimt.

### Préstamos léxicos
Los puristas lituanos creen firmemente que la influencia extranjera en su lengua nativa es perjudicial[cita requerida]; mientras que el vocabulario básico no contiene muchos préstamos, existen algunos llamados senieji skoliniai ('viejos préstamos') que fueron tomados de los idiomas más cercanos hace mucho tiempo. Ejemplos de esos préstamos son stiklas 'cristal' (de origen eslavo; cf. steklo en ruso), muilas 'jabón' (origen eslavo; cf. mylo en ruso), gatvė 'calle' (del alemán Gatwo 'camino pavimentado', especialmente en tierras húmedas), spinta (der Spint, alemán; palabra genérica para 'mueble de almacenaje', como armario). Estas palabras no parece que vayan a ser cambiadas debido a su antigüedad. Otras palabras prestadas son internacionales y pueden encontrarse en muchos otros idiomas, como telefonas, ciklas, schema, etc. Estas palabras vienen del latín o del griego clásico y no son consideradas «peligrosas» por los puristas del idioma, dado que dichos idiomas ya no existen. Sin embargo, hay muchas palabras de origen extranjero que tienen correspondientes lituanas, y por ello no deben ser usadas. Esas palabras han pasado previamente por el ruso, pero, desde que Lituania obtuvo la independencia en 1990, el inglés está empezando a adquirir mayor influencia y un gran número de palabras han invadido el idioma (como dispenseris, hakeris o singlas). La influencia de los préstamos está en debate actualmente, pero encontrar correspondientes lituanas para estas palabras suele ser tarea difícil.

### Vocabulario indoeuropeo
El lituano está considerado uno de los idiomas indoeuropeos actuales más conservadores y, de hecho, ciertas palabras lituanas son muy similares a sus correspondientes en sánscrito. Las palabras lituanas y sánscritas sūnus ('hijo') y avis ('oveja') son exactamente iguales, y muchos otros pares de palabras difieren sólo ligeramente, como dūmas ('humo', dhumas en sánscrito), antras ('segundo', antaras en sánscrito) y vilkas ('lobo', vrkas en sánscrito). Sin embargo, la morfología verbal lituana muestra muchas innovaciones.
El lituano tiene vocabulario procedente del protoindoeuropeo que puede encontrarse también en latín. Algunos ejemplos son los siguientes (la primera del par en latín, la segunda en lituano): rota — ratas ('rueda'), senex — senis ('anciano'), vir — vyras ('hombre'), anguis — angis ('serpiente' en latín, una especie de serpiente en lituano), linum — linas ('lino'), aro — ariu ('aro'), iungo — jungiu ('me uno'), duo — du (dos), tres — trys ('tres'), septem — septyni ('siete'), gentes — gentys ('tribus, gentes'), mensis — mėnesis ('mes'), dentes — dantys ('dientes'), noctes — naktys ('noches'), sedemus — sėdime ('nos sentamos'), entre otros. Muchas de las palabras de esta lista comparten semejanzas con otros idiomas indoeuropeos. Sin embargo, a pesar de las frecuentes semejanzas en vocabulario, el lituano tiene muchas diferencias con respecto al latín y, por lo tanto, con respecto a las lenguas románicas. Es más: las importantes diferencias estructurales excluyen la posibilidad de una posible descendencia de un idioma a partir del otro.
Por otro lado, las numerosas similitudes léxicas y gramaticales entre las lenguas bálticas y las eslavas sugieren afinidad entre estos dos grupos de idiomas. No obstante, existe multitud de palabras bálticas (en concreto lituanas) que, aun contando con correspondientes en sánscrito y latín, no encuentran correspondencia con palabras eslavas. Este hecho resultaba misterioso para muchos lingüistas antes de la mitad del siglo xix, pero después fue decisivo en la recreación del protoindoeuropeo. Hoy en día, siguen siendo objeto de discusión la historia de las relaciones entre las lenguas bálticas y las eslavas y una procedencia más exacta de las afinidades entre ambos grupos.

## Sistema de escritura
Al igual que muchos idiomas indoeuropeos de Europa, el lituano utiliza el alfabeto latino modificado. Se compone de 32 letras. El orden alfabético presenta una variante: la Y se coloca entre la I con ogonek (Į) y la J.
| A | Ą | B | C | Č | D | E | Ę | Ė | F | G | H | I | Į | Y | J | K | L | M | N | O | P | R | S | Š | T | U | Ų | Ū | V | Z | Ž |
| a | ą | b | c | č | d | e | ę | ė | f | g | h | i | į | y | j | k | l | m | n | o | p | r | s | š | t | u | ų | ū | v | z | ž |

El acento agudo, el acento grave, la tilde y el macrón se pueden usar para marcar el acento y la cantidad vocálica. Sin embargo, no se suelen escribir, salvo en diccionarios y donde se necesitan en pos de la claridad. Además, se usan los siguientes dígrafos, pero se consideran secuencias de dos letras para cuestiones de orden alfabético. Hay que reseñar que el dígrafo ch representa la velar fricativa sorda, mientras que los otros son una simple adición de sus letras componentes.

### Alfabeto
El lituano tiene doce vocales escritas. Además de las letras latinas comunes, se usa el ogonek para indicar vocal larga, como recuerdo de cuando estas vocales eran nasales (como ocurre actualmente en polaco).
| Mayúsculas | A | Ą  | E | Ę  | Ė  | I | Į  | Y  | O | U | Ų  | Ū  |
| Minúsculas | a | ą  | e | ę  | ė  | i | į  | y  | o | u | ų  | ū  |
| AFI        | a | aː | ɛ | ɛː | eː | i | iː | iː | o | u | uː | uː |

El lituano utiliza veinte signos consonánticos, tomados del alfabeto latino. Además, el dígrafo ch representa la consonante velar fricativa sorda (AFI /x/); la pronunciación de los demás dígrafos se puede deducir de sus componentes.
| Mayúsculas | B | C  | Č | D | F | G | H | J | K | L | M | N | P | R | S | Š | T | V | Z | Ž |
| Minúsculas | b | c  | č | d | f | g | h | j | k | l | m | n | p | r | s | š | t | v | z | ž |
| AFI        | b | ts | ʧ | d | f | g | ɣ | j | k | l | m | n | p | r | s | ʃ | t | ʋ | z | ʒ |

## Ejemplos
Algunas palabras y frases de ejemplo:
- Labas! / ¡Hola!
- Laba diena! / ¡Buenos días!
- taip / sí
- ne / no
- Ate! / ¡adiós!
- Gero apetito! (Gen.) / ¡buen provecho!
- Į sveikatą! (Ac.) / ¡salud!
- Atsiprašau! / ¡perdón! (literalmente: me disculpo)
- Arbatpinigiai / propina (literalmente: dinero para el té)
- Prašom! / ¡por favor!
- Ačiū! / ¡gracias!
- (labai) gerai / (muy) bien
- Dievas / Dios
- Vanduo / agua
- Žemė / tierra